# Pavillon des Drapiers
Le pavillon des Drapiers ou bureau des Drapiers était un immeuble situé 11 rue des Déchargeurs à Paris et servant de bureau pour la corporation des marchands-drapiers. Il a été démoli en 1868 et sa façade remontée dans la cour des Drapiers du musée Carnavalet.

## Histoire
La corporation des drapiers était le premier des six corps de marchands de Paris, et avait son siège depuis 1527 dans la maison dite des Carneaux rue des Déchargeurs. Elle avait l’aspect d’une habitation médiévale à multiples saillies sur la rue, et était aussi le lieu de réunion des Six Corps. Comme cette maison était devenue fort incommode, il est question dès 1649 de la rebâtir avec ornements et décorations publiques. Interrompu par la Fronde, le projet renaît au milieu des années 1650. Les travaux sont confiés à l’architecte Jacques Bruant, frère aîné de Libéral Bruant, qui achève la façade autour de 1660.
Après la suppression des corporations en 1791, le local est affecté aux bonnetiers devient un vaste dépôt de bonneterie, et est alors désigné sous le nom de grand bureau de bonneterie.
Le percement de la rue des Halles ampute le bout de la rue des Déchargeurs et entraine la démolition de l'immeuble. Seule la façade sera sauvée et remontée dans les jardins du musée Carnavalet, où elle donne son nom à la Cour des Drapiers.
En effet, en 1872, sur proposition de l'architecte Félix Roguet, la Commission des beaux-arts accepte le principe d'extension du musée dans le jardin de l'hôtel Carnavalet. L'architecte réédifie la façade et le sculpteur Charles Gauthier en reconstitue le décor, une allégorie de la Ville de Paris surmontant la nef de la corporation des drapiers et de la Ville, d'après des gravures anciennes.
Entre 1872 et 1890, deux autres vestiges architecturaux du vieux Paris sont également installés : l'arc de Nazareth, du milieu du XVIe siècle et le pavillon de Choiseul, du XVIIIe siècle. Reliés entre eux par des galeries, ils illustrent – avec la façade du bureau des Drapiers datant du XVIIe siècle – trois siècles d’architecture parisienne.

## Description
La façade de la maison des Marchands-drapiers affiche l’importance politique de la corporation et le caractère administratif de l’édifice comme lieu de réunion des Six Corps. Elle est monumentalisée par une série d’élévations classiques, de colonnes et de pilastres, et est ornée d’un programme iconographique ambitieux : un Mercure ailé en allégorie du commerce au-dessus du portail central, les armes du corps en forme du vaisseau parisien dans un immense médaillon, une effigie de la justice portant les portraits du roi dans le tympan intermédiaire, enfin le chiffre couronné de Louis XIV sur le tympan supérieur.
À l'intérieur, une grande salle d’assemblée de 126 m2 est aménagée au premier étage, sur les pourtours de laquelle seront encastrés dans les boiseries les portraits des grands gardes des années 1650-1660, chefs suprêmes de la draperie accompagnés de leurs armoiries personnelles.

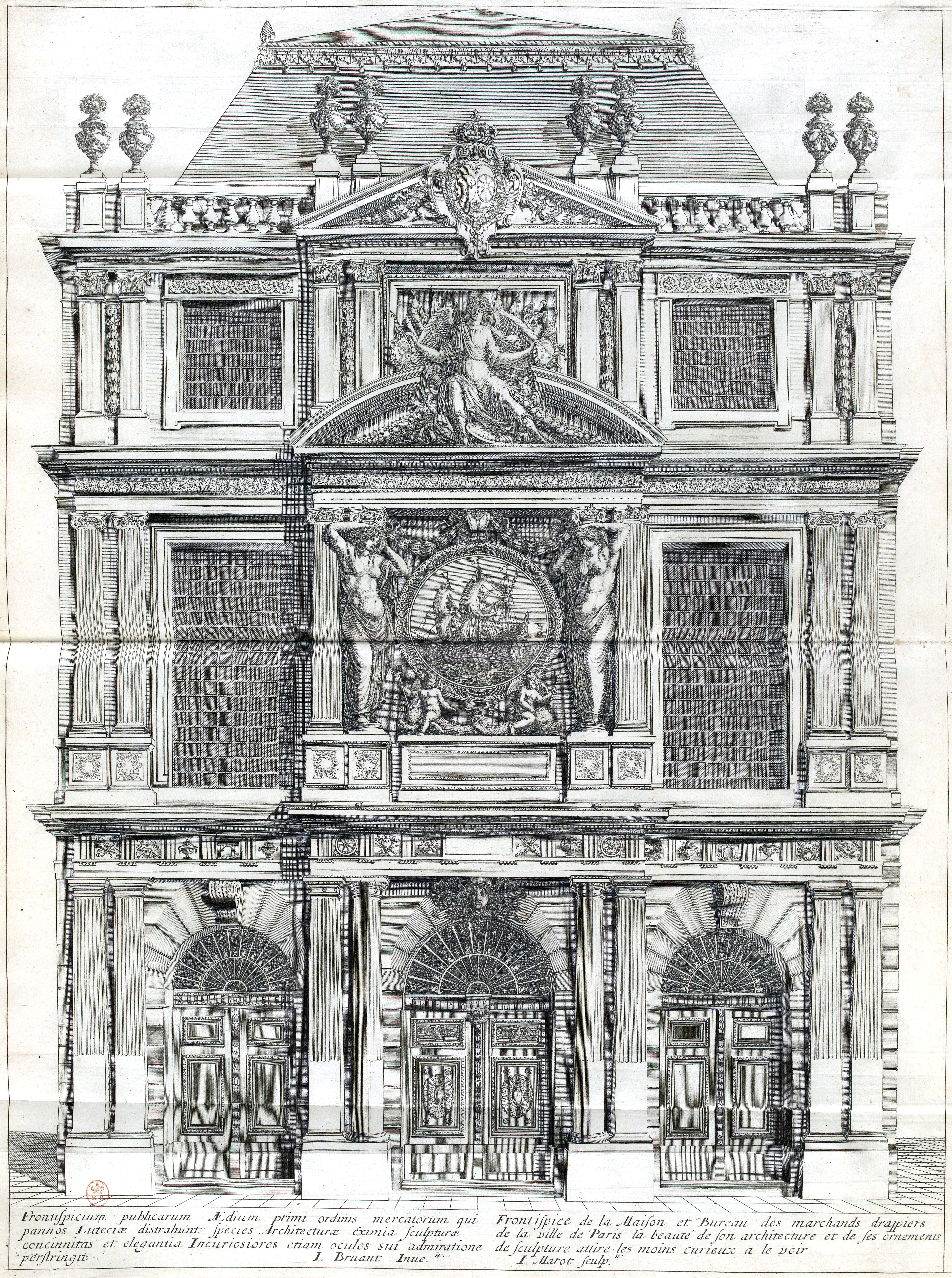
La Maison des marchands drapiers par Jean Marot (1686).
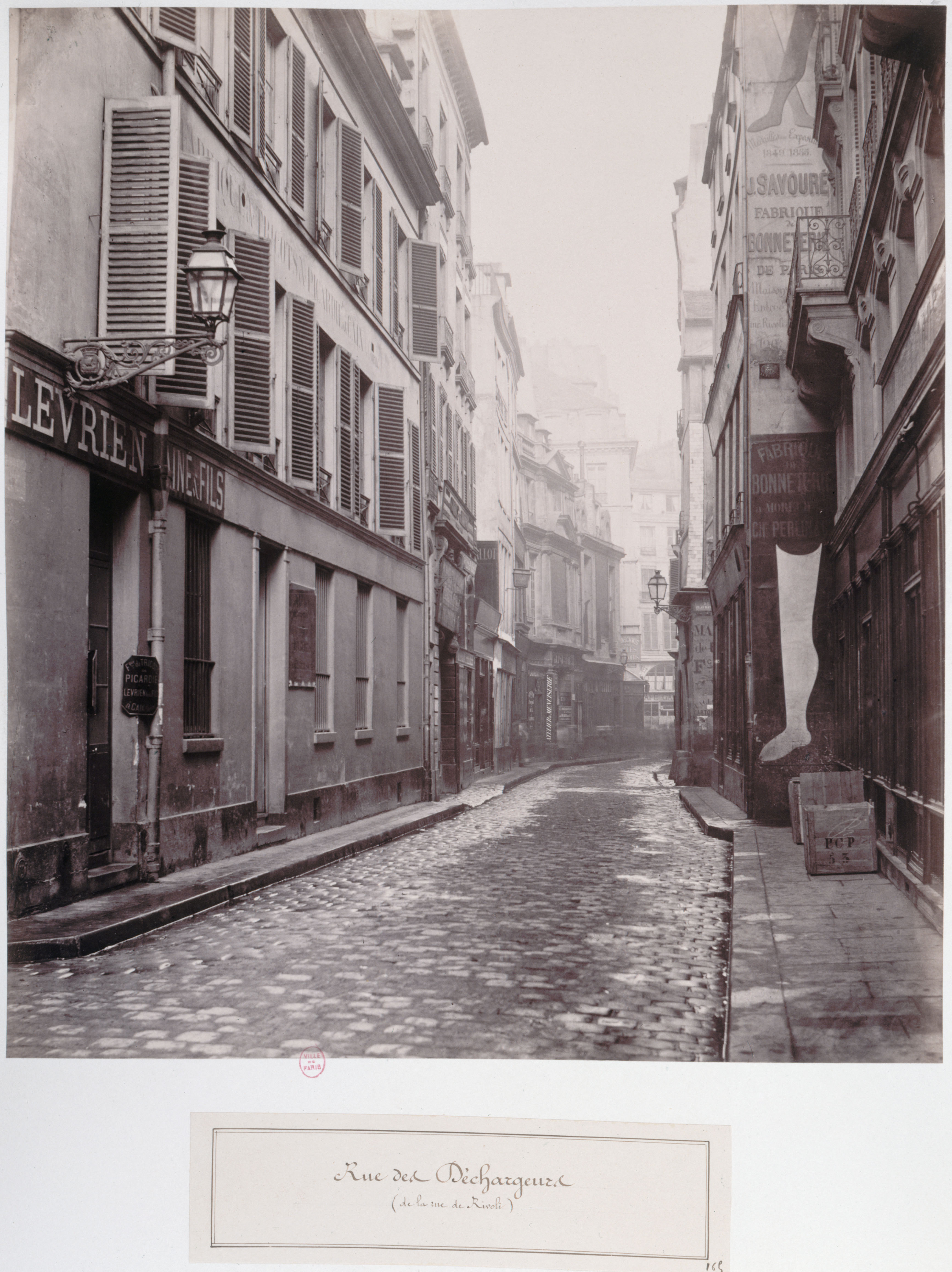
Vue de la rue des Déchargeurs en 1865. Le bureau de la bonneterie apparait au fond à gauche.
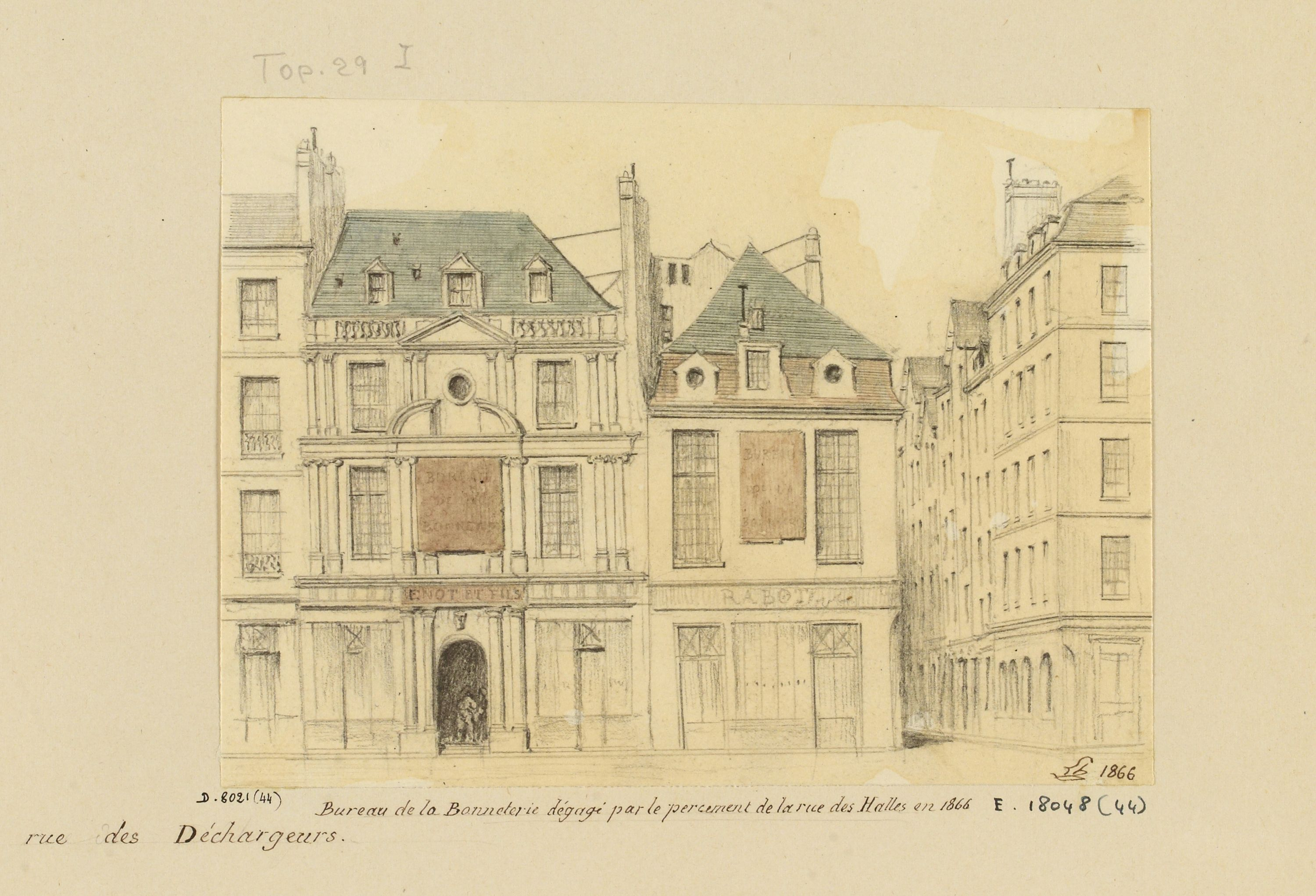
Le bureau de la Bonneterie en 1866, où l'on voit que la façade a perdu ses sculptures.
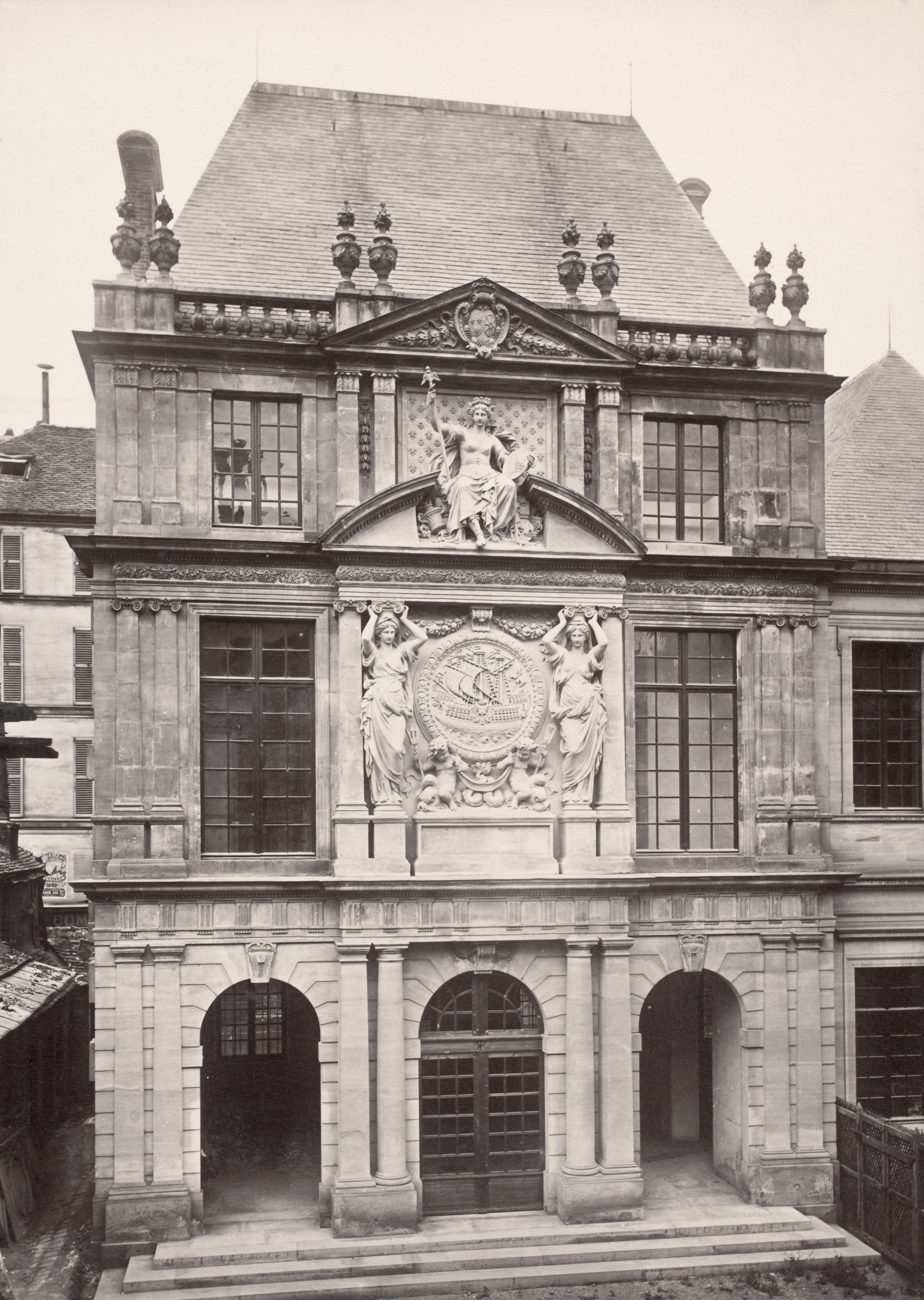
Le pavillon des Drapiers tout juste remonté au musée Carnavalet, avec ses sculptures restituées.
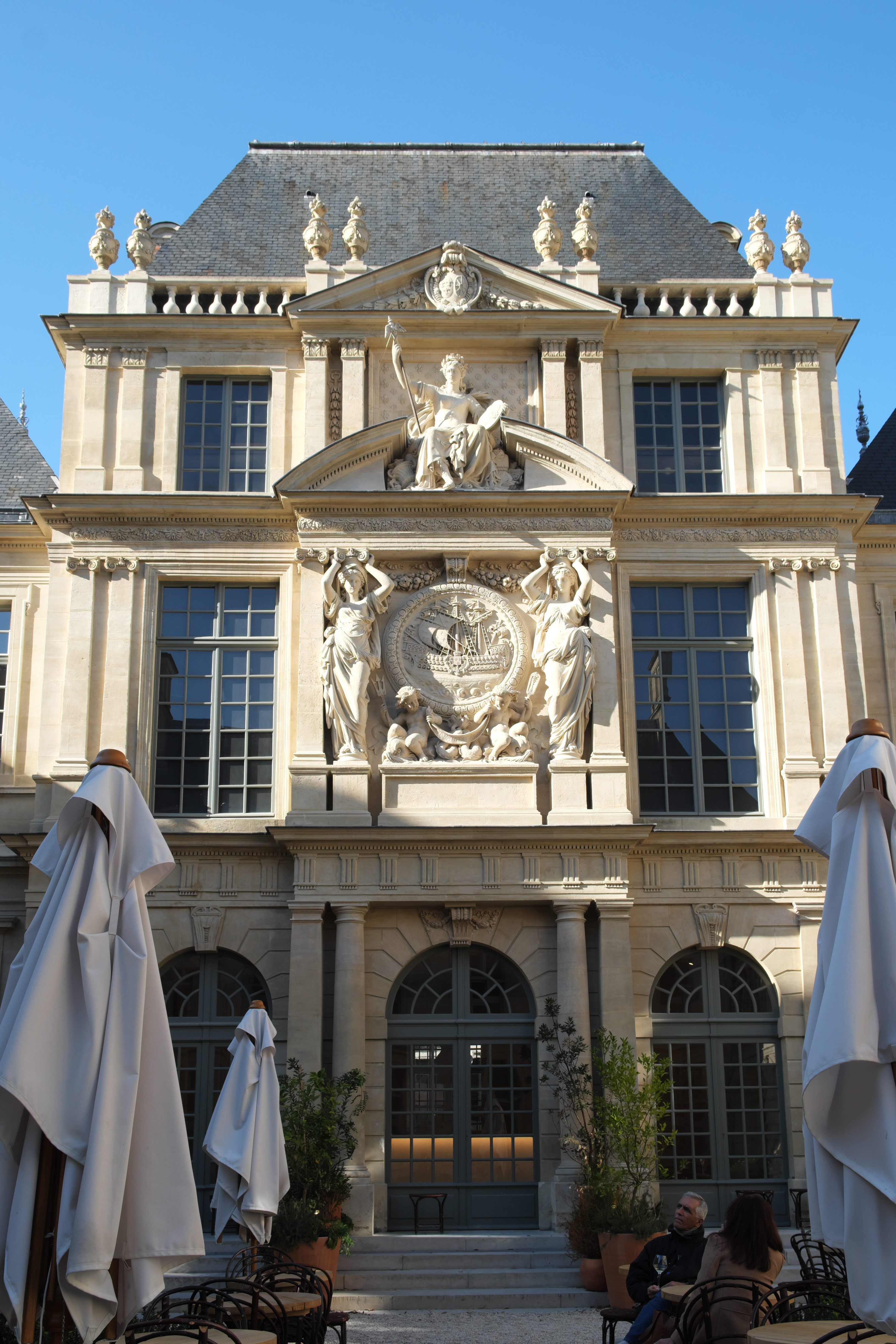
Le pavillon des Drapiers aujourd'hui.
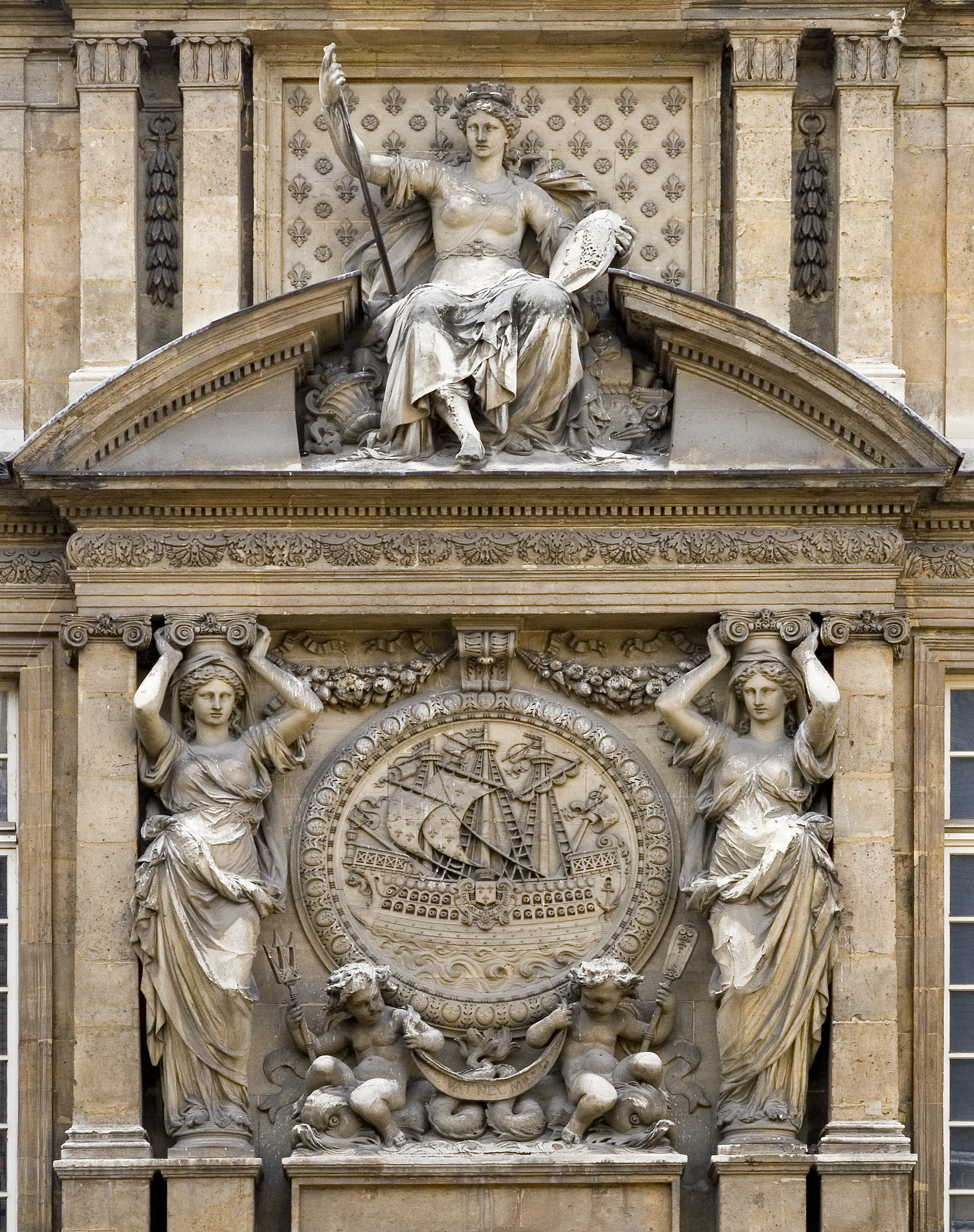
Détail de la façade.